# Artists View Park West
Artists View Park West est un hameau situé dans la province d'Alberta, dans le sud-ouest.

## Démographie
En 2011 sa population était de 77 habitatants.